# Алксазавр

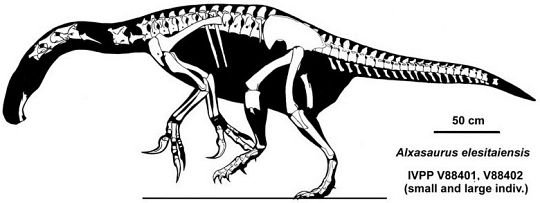
Композитний скелет на основі знайдених зразків

Розміри у порівнянні з людиною

Алксазавр (Alxasaurus, досл. «ящір Алша») — вид теризинозаврів, що належать до групи Maniraptora, які жили протягом ранньої крейди в районі сучасного Китаю.
Голотип, IVPP 88402a, був знайдений у формації Bayin Gobi аптського ярусу. Знахідка складалася з часткового скелета з нижньою щелепою — містила більшу частину хребта, передні кінцівки, частини тазу, стегна і задні кістки. Також є й інші знахідки: IVPP 88301, 88402b IVPP, IVPP 88501 і 88510 IVPP. У 2003 році був знайдений частковий череп Alxasaurus, який поки не отримав інвентарного номера.
Alxasaurus був теризинозавром середнього розміру. Рассел і Донг в 1994 р. оцінили динозавра в 3,8 м заввишки. Грегорі С. Пол у 2010 р. оцінив його в 4 м завдовжки й масою в 400 кг. Знахідка IVPP 88402b оцінюється в 6,2 м завдовжки, маса в 110 кг, розмір знахідки IVPP 88501 — 7 м і маса 160 кг.
Alxasaurus був поміщений у родину Alxasauridae, інші ж дослідження відносять його до клади Therizinosauroidea.